# Ина (приток Баргузина)
Ина́ (бур. Онёо) — река в России, в Баргузинском районе Бурятии, левый приток Баргузина.
Длина — 152 км, площадь водосборного бассейна — 3950 км². Средний расход — 40 м³/с.

## География
Берёт начало в болотах на восточной окраине Голондинского хребта. Высота истока — 1155 м над уровнем моря. Две трети своей длины течёт на север в горно-таёжной местности. Перед посёлком Юбилейный выходит в Баргузинскую котловину, поворачивая на северо-запад. Ниже посёлка Юбилейный Ину пересекает автодорога местного значения Уро — Майский. Впадает в Баргузин в 75 км от его устья. Высота устья — 473 м над уровнем моря.

## Гидрология
| Средний расход воды (м³/с) реки Ина по месяцам с 1958 по 1997 гг. (замеры производились на гидрологическом посту в посёлке Ина) |